# Sowia Jama I
Sowia Jama I – jaskinia w Dolinie Kościeliskiej w Tatrach Zachodnich. Ma dwa otwory wejściowe znajdujące się pod szczytem Sowy, w pobliżu Przełączki pod Sową, na wysokości 1049 i 1050 m n.p.m. Długość jaskini wynosi 18 metrów, a jej deniwelacja 9 metrów.

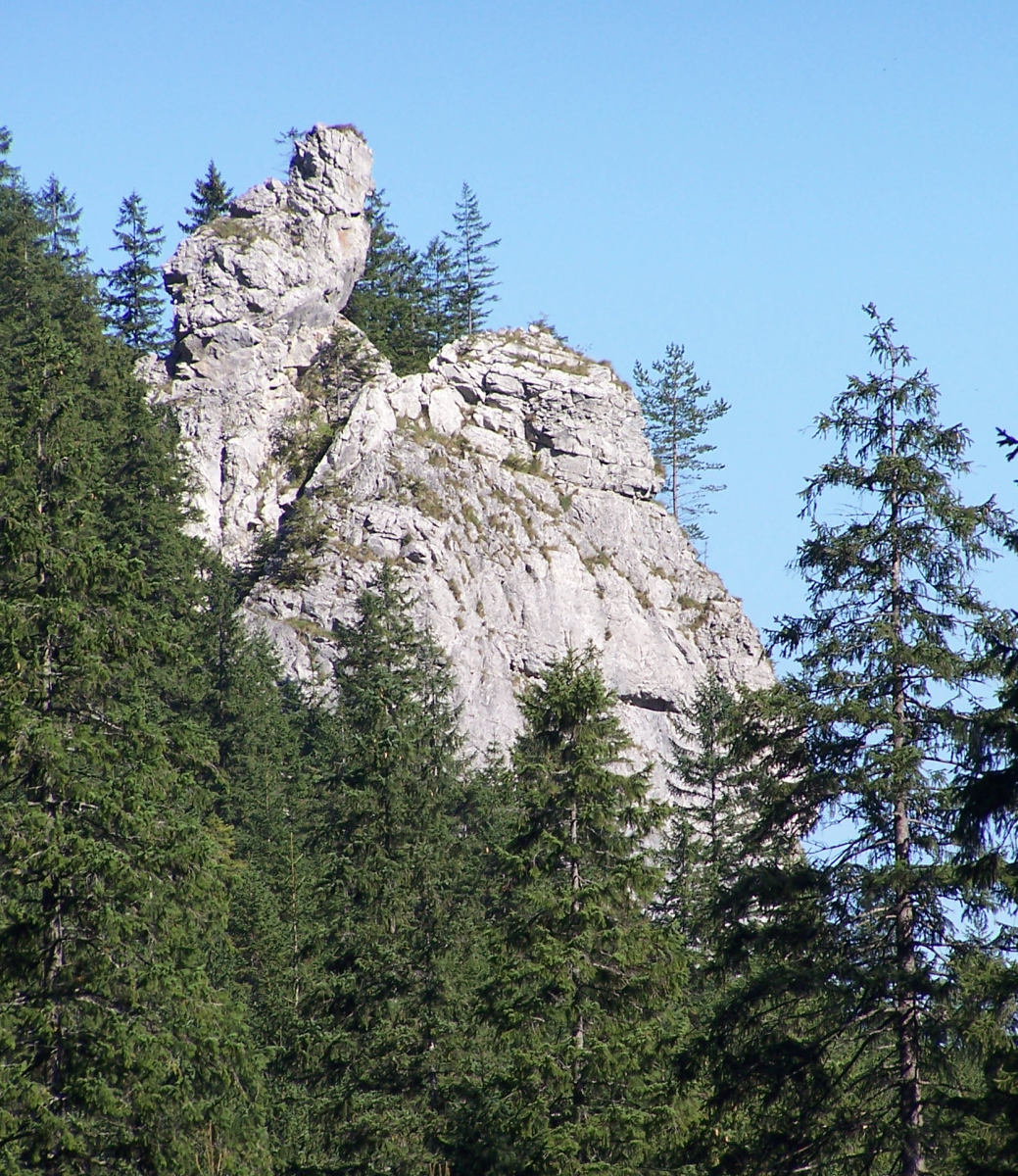
Skała Sowa w Dolinie Kościeliskiej

## Opis jaskini
Jaskinia ma ukształtowanie pionowe, a jej główną częścią jest 4,5-metrowa studzienka. Prowadzą do niej z powierzchni dwa otwory: górny i dolny. Z obu idą korytarzyki, które po kilku metrach łączą się ze sobą. Dalej już jeden ciąg doprowadza przez dwa niewielkie prożki do studzienki. Trawersując nad nią można jeszcze przejść korytarzem kilka metrów.

## Przyroda
W jaskini nie ma nacieków ani roślinności. Paprocie, mchy, wątrobowce i porosty rosną tylko przy otworach.

## Historia odkryć
Jaskinię odkrył Stefan Zwoliński latem 1935 roku. Sporządzony przez niego jej plan znajduje się w Muzeum Tatrzańskim w Zakopanem.